# James Lapine
James Lapine is een Amerikaans schrijver, librettist, regisseur en scenarioschrijver. Hij werkt veel samen met Stephen Sondheim en William Finn. Hij heeft drie keer de Tony Award voor beste musical gewonnen, respectievelijk voor Into the Woods, Falsettos en Passion. Ook won hij in 1985 de Pulitzerprijs voor drama.

## Theater

### Regisseur
- Photography of Gertrude Stein (1977)
- March of the Falsettos (1981) - muziek door William Finn
- A Midsummer Night's Dream - tekst door William Shakespeare
- Sunday in the Park with George (1984) - muziek door Stephen Sondheim
- Merrily We Roll Along (1985, La Jolla Playhouse) - muziek door Stephen Sondheim
- Into the Woods (1987) - muziek door Stephen Sondheim
- Falsettos (1992) - muziek door William Finn
- Passion (1994) - muziek door Stephen Sondheim
- Into the Woods (1997) (Revival)
- The Diary of Anne Frank (1997) - tekst door Frances Goodrich en Albert Hackett
- Golden Child (1998) - tekst door David Henry Hwang
- Der Glöckner von Notre Dame (1999, originele versie in Berlijn) - muziek door Alan Menken en Stephen Schwartz
- Dirty Blonde (2000) - tekst door Claudia Shear
- Into the Woods (2002) (Revival)
- Amour (2002) - muziek door Michel Legrand
- The 25th Annual Putnam County Spelling Bee (2005) - muziek door William Finn
- Sondheim on Sondheim (2010) - Revue met muziek van Sondheim
- Little Miss Sunshine (2011, La Jolla Playhouse) - Lapine schreef tevens het boek; muziek door William Finn
- Annie (2012) (Revival) - Muziek door Charles Strouse, tekst door Martin Charnin, en boek door Thomas Meehan
- Falsettos (2016) (Revival)

### Schrijver

#### Musicals
- Sunday in the Park with George - 1984
- Into the Woods - 1987
- Falsettos - 1992
- Passion - 1994
- Luck, Pluck, and Virtue (ook regisseur) - 1995, La Jolla Playhouse and Atlantic Theatre CompanyThe New York Times, April 5, 1995
- Der Glöckner von Notre Dame - 1999 (originele versie in Berlijn)
- A New Brain (Off-Broadway) - 1999

#### Toneel
- Table Settings (ook regisseur) - 1979 en 1980
- Twelve Dreams (ook regisseur) - 1978 en 1981
- The Moment When - 2000
- Fran's Bed (ook regisseur) - 2003
- Act One (ook regisseur) - 2014
- Mrs. Miller Does Her Thing (ook regisseur) - 2016

- Bibsys: 10016791
- Bibliothèque nationale de France: cb127098272 (data)
- CiNii: DA04557057
- Gemeinsame Normdatei: 1064706614
- International Standard Name Identifier: 0000 0000 8793 6610
- Library of Congress Control Number: n81151247
- Nationale Bibliotheek van Tsjechië: xx0187782
- Nationale bibliotheek van Australië: 36189098
- Nationale Bibliotheek van Israël: 987007273179805171
- Nederlandse Thesaurus van Auteursnamen: 09104670X
- SNAC: w63n2dx4
- Système universitaire de documentation: 19685525X
- Trove: 1226269
- Virtual International Authority File: 17424341
- WorldCat: E39PBJghkY6x7vHq6ywBFwqRKd